# Beinn Challuim
Beinn Challuim – szczyt we Wzgórzach Glen Lochay, w Grampianach Centralnych. Leży w Szkocji, w regionie Stirling. 